# Aguarunichthys inpai
Aguarunichthys inpai es una especie de pez de la familia Pimelodidae en el orden de los Siluriformes.

## Morfología
Los machos pueden llegar alcanzar los 42 cm de longitud total.

## Hábitat
Es un pez de agua dulce y de clima tropical que vive hasta los 30 m de profundidad.

## Distribución geográfica
Se encuentran en Sudamérica:  cuenca del río Amazonas.